# Enchbatyn Badar-Úgan
Enchbatyn Badar-Úgan (mongolsky Энхбатын Бадар-Ууган) * 3. června 1985 v Ulánbátaru, je mongolský amatérský boxer. Boxuje v bantamové váze (do 54 kg). Získal pro Mongolsko stříbrnou medaili na MS 2007 a zlatou medaili na Olympijských hrách v Pekingu v roce 2008.

## Kariéra
Na Asijských hrách v roce 2006 získal bronzovou medaili, když prohrál v semifinále s Han Soon Chulem z Jižní Koreje 19-29.
Na mistrovství světa 2007 postupně porazil Clivea Atwella z Guyany 25-8, Vittoria Parrinella z Itálie 19-14, Davida Oltvanyiho z Maďarska 17-5, Héctora Manzanillu z Venezuely RSCI 3 a Joea Murraye z Anglie 20-11. Prohrál až ve finále se Sergejem Vodopjanovem z Ruska 14-16.
V roce 2007 vyhrál Mistrovství Asie v boxu v Ulánbátaru.
Na Olympijských hrách v Pekingu v roce 2008 při cestě za vítězstvím postupně porazil Óscara Valdeze z Mexika 15-4, Johna Joea Nevina z Irska 9-2, Khumisa Ikgopolenga z Botswany 15-2, Veaceslava Gojana z Moldavska 15-2 a Yankiela Leóna z Kuby 16-5